# Point Conception

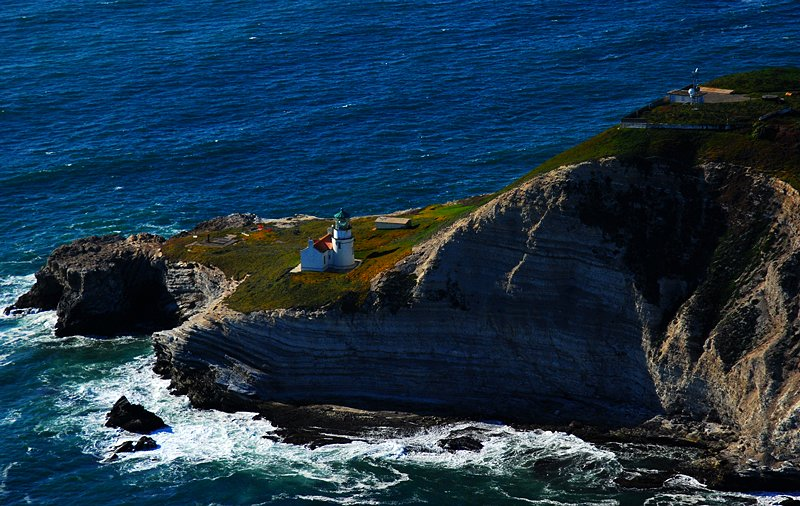
Photo aérienne du phare de Point conception.

Point conception est un cap le long de la côte Pacifique de la Californie, aux États-Unis. Il est situé au sud-ouest du comté de Santa Barbara. C'est ici que le canal de Santa Barbara rejoint l'océan. 
On trouve le phare de Point Conception à son extrémité.

## Toponymie
Point conception a été observé pour la première fois par l'explorateur espagnol Juan Rodriguez Cabrillo en 1542 et nommé Cabo de Galera. En 1602, Sebastian Vizcaíno navigue à proximité, et nomme cette avancée de terre Punta de la Limpia Concepción. Ce nom perdure et est ensuite anglicisé pour donner sa forme actuelle.